# La Récompense d'une bonne action
La Récompense d'une bonne action è un cortometraggio muto del 1909 diretto da Camille de Morlhon.

## Produzione
Il film fu prodotto dalla Pathé Frères

## Distribuzione
Distribuito dalla Pathé Frères, uscì nelle sale cinematografiche francesi nel 1909. Negli Stati Uniti, il cortometraggio fu distribuito (sempre dalla Pathé) il 9 agosto 1909. Sul mercato di lingua inglese era conosciuto con i titoli Charity Rewarded o A Kindness Never Goes Unrewarded.